# Privilegium maius
Privilegium maius (nemško Großer Freiheitsbrief, slovensko Veliki privilegij) je bila ponarejena srednjeveška listina, objavljena leta 1358 ali 1359 po naročilu avstrijskega vojvode Rudolfa IV. Habsburškega (vladal 1358-1365). Listina je bila v bistvu spremenjena različica Privilegium minus, ki ga je izdal cesar Friderik I. Barbarossa leta 1156 in z njim nekdanjo avstrijsko marko povzdignil v vojvodino. Na podoben način je Privilegium maius vojvodino Avstrijo povzdignil v nadvojvodino. Privilegiji, opisani v listini, so imeli velik vpliv na avstrijsko politično sceno in ustvarili edinstveno povezavo med Habsburžani in Avstrijo.

## Ozadje
Habsburžani so prišli na oblast v vojvodini Avstriji leta 1282. Rudolf IV. (1339–1365) je poskušal obnoviti habsburški vpliv na evropski politični sceni tako, da je poskušal graditi odnose s cesarjem Svetega rimskega cesarstva Karlom IV. Luksemburškim in povečati spoštovanje do avstrijskih vladarjev. Ker Rudolf IV. ni pripadal sedmim volilnim knezom, ki jih je določala Zlata bula iz leta 1356, ni imel volilne pravice  za izbiro kralja. Tako kot je Karel IV. za središče svoje vladavine izbral Prago,  je Rudolf za svoje središče izbral Dunaj. Mestu je dal posebne privilegije, začel gradbene projekte in ustanovil Dunajsko univerzo. Vse to je bilo namenjeno povečanju legitimnosti in vpliva vladarske hiše in njenih avstrijskih dežel. V ta namen je pozimi 1358/1359 ukazal izdelati ponarejeno listino, imenovano Privilegium maius.

## Vsebina
Privilegium maius je sestavljen iz petih ponarejenih listin, od katerih so nekatere trdile, da sta jih izdala Julij Cezar in Neron za zgodovinsko rimsko provinco Norik, ki se je približno ujemala z mejami tedanje Avstrije. Čeprav je bil dokument namensko oblikovan po Privilegium minus, katerega izvirnik se je hkrati "izgubil", so sveženj listin prepoznali kot ponaredek že sodobniki, kot je italijanski učenjak Francesco Petrarca.
Rudolf IV. je Avstrijo razglasil za nadvojvodino in ji podelil pravice, podobne pravicam volilnih knezov Svetega rimskega cesarstva:
- neločljivost ozemlja
- avtomatsko dedovanje prvorojenca (primogenitura), kasneje s Pragmatično sankcijo leta 1713 razširjeno na ženske dediče v korist nadvojvodinje Marije Terezije
- neodvisno sodno oblast in zakonodajo brez možnosti pritožbe pri cesarju (privilegium de non evocando)
- dovoljenje za prikazovanje določenih simbolov oblasti

Rudolf je ustvaril tudi naziv Pfalzerzherzog (nadvojvoda palatin), podoben naslovu renskega volilnega palatina, ki je imel elektorski glas. Prvi habsburški vladar, ki je dejansko uporabljal naziv nadvojvoda, je bil Ernest Železni, vladar Notranje Avstrije od leta 1406 do 1424. Od 15. stoletja dalje so se vsi knezi habsburške dinastije imenovali nadvojvode.

## Posledice
Cesar Karel IV. je zavrnil potrditi Privilegium maius, čeprav je sprejel nekatere zahteve. Odkritelj ponaredka je bil njegov svetovalec, pesnik in učenjak Petrarka. Ko cesar Svetega rimskega cesarstva postal Friderik III. Habsburški, je dokument potrdil in ga vključil v cesarsko zakonodajo, s čimer je izmišljotina postala dejstvo. Od takrat naprej je status Avstrije kot  nadvojvodine postal splošno sprejet. Friderik III. je Privilegium maius celo razširil, tako da je svoji družini kot dednim vladarjem Avstrije podelil pravico podeljevanja plemiških naslovov, ki je bila sicer v domeni cesarja. Friderikova potrditev listine je  Habsburžane povzdignilo na poseben položaj znotraj cesarstva. Privilegium maius je imel velik vpliv na avstrijsko politično sceno. Habsburški nadvojvoda si je prisvojil skoraj kraljevski položaj in to dokazoval  tujcem s posebnimi insignijami. Habsburžani so postavili  nove temelje za svojo vladavino v teh deželah in na nek način postali sinonim za Avstrijo. Družina je pozneje izdala posebne izdaje dokumenta in prepovedala vsako razpravo o njihovi pristnosti.
Z razpadom Svetega rimskega cesarstva leta 1806 je Privilegium maius dokončno izgubil svoj pomen. Leta 1852 je zgodovinar Wilhelm Wattenbach ponovno dokazal, da je ponaredek.